# Westminster (Califòrnia)
Westminster és una població dels Estats Units a l'estat de Califòrnia. Segons el cens del 2000 tenia 88.207 habitants.

## Demografia
Segons el cens del 2000, Westminster tenia 88.207 habitants, 26.406 habitatges, i 20.411 famílies. La densitat de població era de 3.368,6 habitants/km².
Dels 26.406 habitatges en un 37,8% hi vivien nens de menys de 18 anys, en un 58,4% hi vivien parelles casades, en un 12,4% dones solteres, i en un 22,7% no eren unitats familiars. En el 16,9% dels habitatges hi vivien persones soles el 7,4% de les quals corresponia a persones de 65 anys o més que vivien soles. El nombre mitjà de persones vivint en cada habitatge era de 3,32 i el nombre mitjà de persones que vivien en cada família era de 3,71.
Per edats la població es repartia de la següent manera: un 25,9% tenia menys de 18 anys, un 8,8% entre 18 i 24, un 32,6% entre 25 i 44, un 21,5% de 45 a 60 i un 11,2% 65 anys o més.
L'edat mediana era de 34 anys. Per cada 100 dones de 18 o més anys hi havia 97,9 homes.
La renda mediana per habitatge era de 49.450 $ i la renda mediana per família de 54.399 $. Els homes tenien una renda mediana de 37.157 $ mentre que les dones 28.392 $. La renda per capita de la població era de 18.218 $. Entorn del 10,7% de les famílies i el 13,5% de la població estaven per davall del llindar de pobresa.

## Poblacions més properes
El següent diagrama mostra les poblacions més properes.